# Heintje Davids

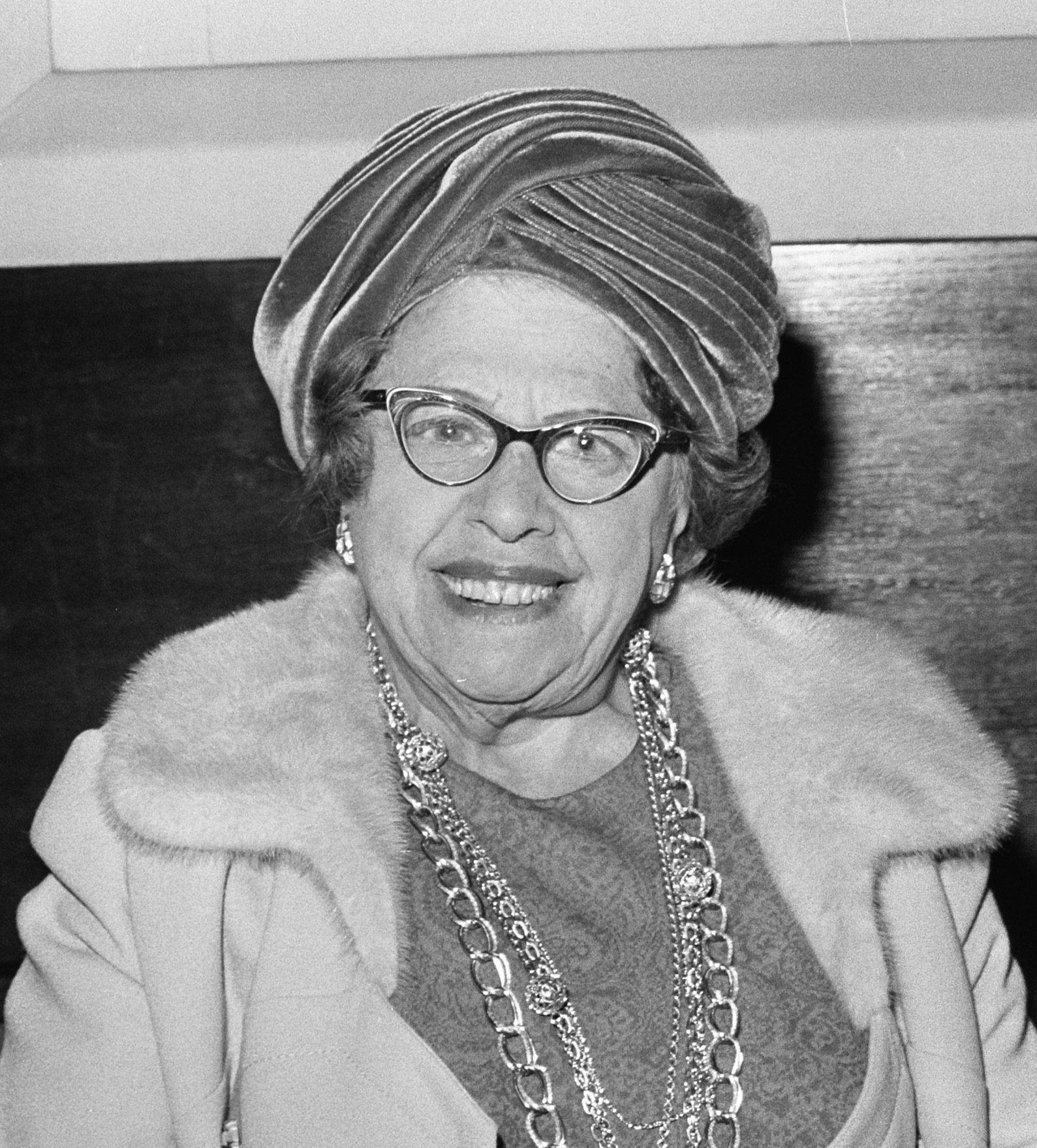
Heintje Davids (1969)

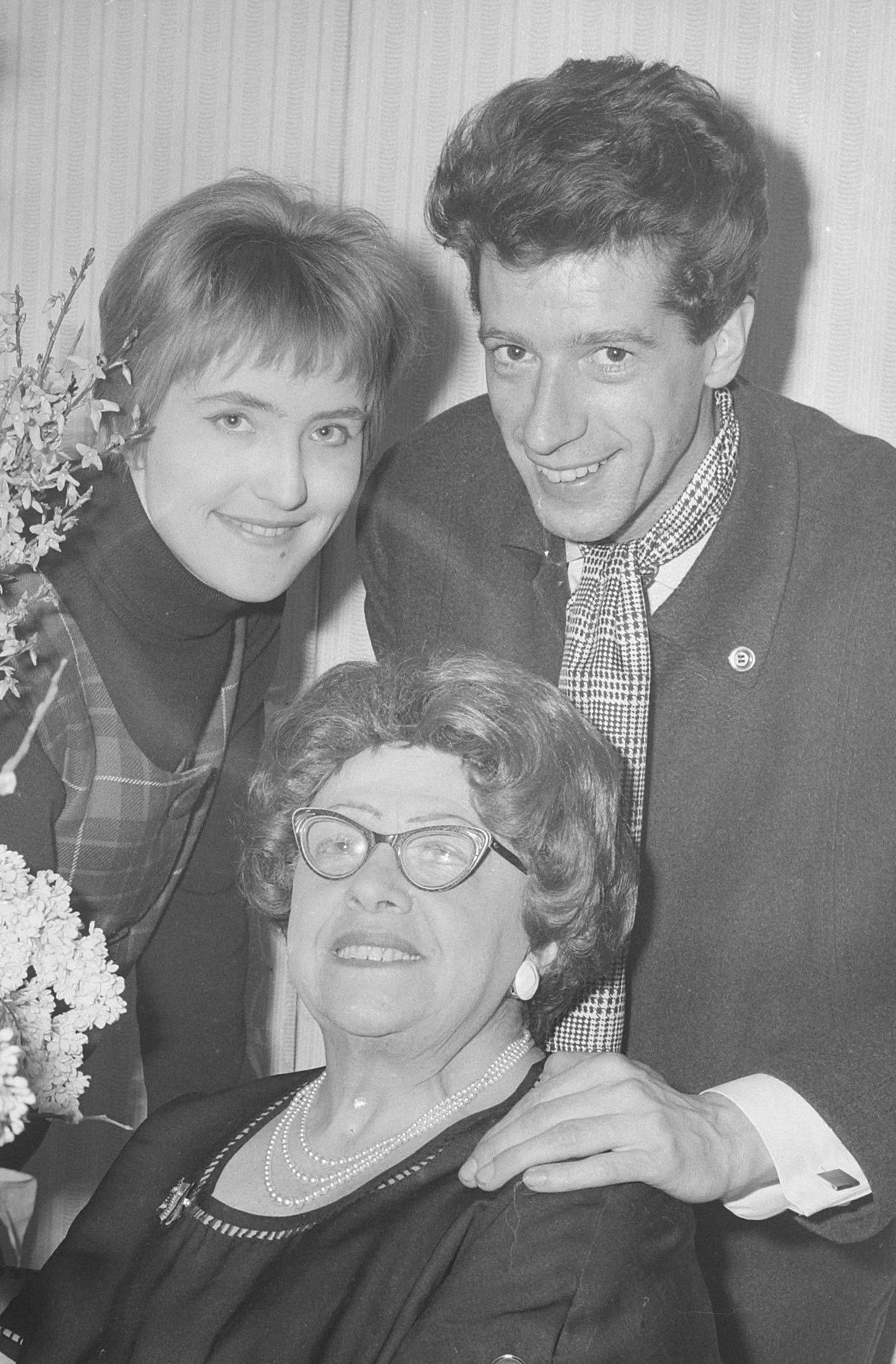
Davids an ihrem 75. Geburtstag, mit Jasperina de Jong und Rudi Carrell

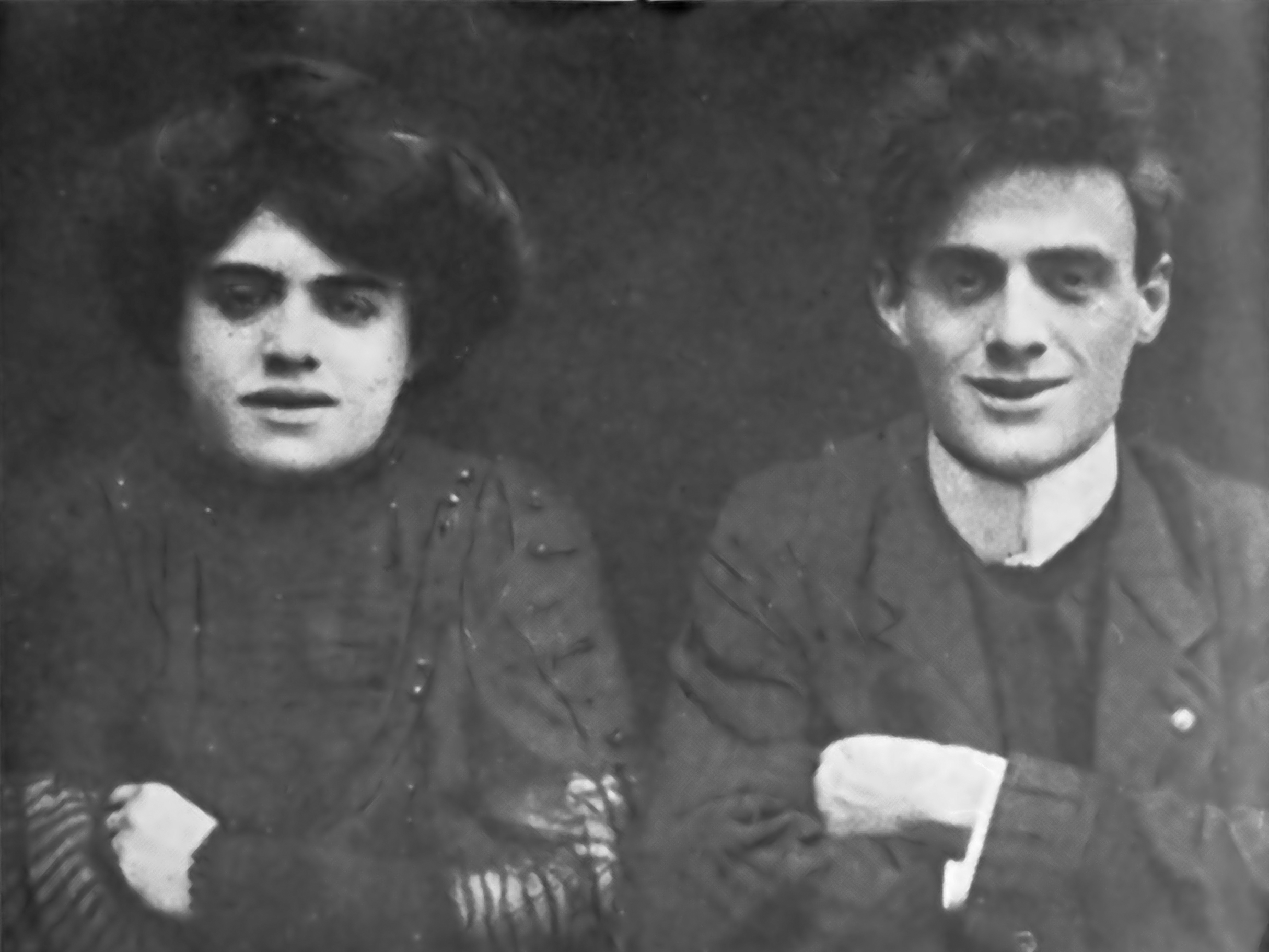
Heintje mit ihrem Bruder Louis (Datum unbekannt)

Hendrika „Heintje“ Davids, auch Henriëtte Davids und Henriëtte Pinkhof-Davids (geb. 13. Februar 1888 in Rotterdam; gest. 14. Februar 1975 in Naarden), war eine niederländische Komikerin, Sängerin und Schauspielerin.

## Biographie

### Jugend und Jahre bis zum Krieg
Hendrika Davids entstammte einer armen jüdischen Varieté-Familie mit acht Kindern, von denen vier früh starben. Ihre Mutter Francina Terveen (1858–1927) war Soubrette, ihr Vater Levie David (1857–1909) Komiker, und er betrieb ein Café. Heintje Davids war die Jüngste und galt als „hässliches Entlein“, weshalb sie nicht mit dem Familientheater auftreten durfte, das im Sommer Volksfeste bereiste. 1907 erhielt sie ein Engagement in einer Revue von Henri ter Hall, wo sie mit Liedern ihres Bruders Louis auftrat. Nach der Heirat ihrer Schwester Rika, die bisher mit Louis auf der Bühne gestanden hatte und mit ihrem Ehemann John Weil, einem Zauberer nach England zog, akzeptierte der Bruder – wenn auch widerwillig – Henriette als deren Nachfolgerin. Gemeinsam machten die Geschwister Tourneen durch Deutschland und England. Ab wann Hendrika Davids unter dem Namen Heintje auftrat, ist unklar.
Davids war von molliger Statur, knapp 1,50 Meter groß und stellte fröhliche, laute Frauen dar, die Witze erzählten und sangen. 1914 heiratete sie den Journalisten Philip Pinkhof, der unter dem Pseudonym Rido Texte für das Amsterdamer Flora-Theater schrieb. Zehn Jahre lang trat Davids dort auf, unter anderem mit dem populären Lied Zandvoort bij de Zee mit einem Text ihres Bruders Louis. 1925 bis 1932 stand sie in der damals größten Revue der Niederlande, der Bouwmeester-Revue, auf der Bühne. Auch drehte sie mehrere Filme; ihre Partner waren in den Niederlanden populäre Schauspieler wie Lou Bandy, Sylvain Poons und Johan Kaart. In Hollandsch Hollywood (1933), dem erfolgreichsten niederländischen Kassenschlager der Vorkriegszeit, wirkte Johannes Heesters mit.
Durch diesen und weitere Filme (De Jantjes (1934)) sowie populäre Lieder wie Draaien wurde sie landesweit bekannt. 1935 gründete sie ihr eigenes Unternehmen, die Henriëtte Davids Revue NV. Im Jahr 1939 starb ihr Bruder Louis im Alter von 55 Jahren, der jahrelang an Asthma gelitten hatte. Er gilt heute als einer der Begründer der niederländischen Kleinkunstkultur.
Bis 1940 trat Heintje Davids in der Hollandsche Schouwburg in Amsterdam auf. Die Revuen waren von Herbert Nelson inszeniert und von dessen Vater Rudolf Nelson geschrieben. Die Nelsons waren aus Deutschland geflohene Juden. Zwischen den beiden starken Persönlichkeiten Rudolf Nelson und Davids kam es immer wieder zu Auseinandersetzungen: Heintje Davids mochte Nelson nicht, weil dieser ein „Snob“ sei und obendrein ein Deutscher, der feinsinnige Nelson wiederum fand Davids „ordinär“ und ihren Humor platt. Nach dem Einmarsch der Deutschen in die Niederlande im Mai 1940 legten die beiden ihre Streitereien um die Vorherrschaft im Theater bei.
Ab 1941 war Heintje Davids neben Werner Levie eine der beiden Leiter des Joodsch Kleinkunst Ensemble in der Schouwburg. Das Ensemble wurde von der Van-Leer-Stiftung unterstützt, die eine Vereinbarung des jüdischen Fabrikanten Bernard van Leer mit den deutschen Besatzern war: Van Leer durfte nach Zahlung einer hohen Geldsumme die Niederlande mit Familie verlassen; ein Teil des Geldes ging an die Stiftung.
Im September 1942 tauchten Davids und ihr Mann unter, zunächst auf dem Land, später im Akademischen Krankenhaus in Utrecht, wo sie sich als vermeintliche Patienten aufhielten. Sie war die einzige ihrer Geschwister, die den Holocaust in den Niederlanden überlebte: Ihre Schwester Rika und ihr Bruder Hartog, ein Pianist und Kapellmeister, wurden 1943 im Vernichtungslager Sobibor ermordet.

### Nach dem Krieg
Im Juni 1945 feierte Heintje Davids im ausverkauften Amsterdamer Concertgebouw ein „bewegendes Comeback“. 1948 veröffentlichte sie ihre Memoiren. Im Jahr darauf war sie in dem Film Ein Königreich für ein Haus zu sehen. Kurz nach ihrem 65. Geburtstag im Jahre 1954 verabschiedete sie sich im Tuschinski-Theater offiziell von der Bühne. Diese Abschiedsshow war so erfolgreich, dass sie in 70 Städten gastierte. Nach dem Tod ihres Mannes zwei Jahre später kehrte Davids auf Anraten ihrer Kollegen, die befürchteten, sie würde vereinsamen, auf die Bühne zurück. Bis ins hohe Alter ließ sie sich immer wieder zu Auftritten überreden und nannte dies immer „das allerletzte Mal“. Die wiederholte Rückkehr nach einem Abschied wird seither im Niederländischen heintjedavidseffect genannt. 1970 sang ihr „Namensvetter“ Heintje, damals 14 Jahre alt, für sie im Amsterdam RAI anlässlich einer Edison-Verleihung das Lied Mama.
An ihrem 87. Geburtstag wurde Heintje Davids in ein Krankenhaus in Naarden eingeliefert, wo sie einen Tag später starb. Sie wurde im Amsterdamer Theater Carré aufgebahrt, wo prominente Kollegen die Totenwache hielten. Unter großer öffentlicher Teilnahme wurde sie im Kolumbarium des Krematoriums auf dem Friedhof Westerveld in Driehuis bestattet, neben ihrem Mann und ihrem Bruder Louis. Davids selbst hatte bei einem Notar Anweisungen hinterlegt, welchen Ablauf die Trauerfeier haben sollte.

## Ehrungen
Zu ihrem 60. Geburtstag erhielt Heintje Davids von der Gemeinde Rotterdam den Louis Davidsring zum Gedächtnis an ihren Bruder und an ihre von den Deutschen ermordeten Geschwister. Diesen Ring übergab sie 1954 an den Konferencier Wim Kan, der ihn 1976 an Herman van Veen weitergab, der ihn wiederum 2015 an Claudia de Breij überreichte.
1968 wurde Davids Ritter des Ordens von Oranien-Nassau. In mehreren niederländischen Städten sind Straßen und Plätze nach ihr benannt, wie etwa in Zutphen der Heintje Davidsplein.

## Publikationen
- Mijn levenslied. Mulder, Gouda 1948.
- zus. mit Johan Luger u. H.P. van den Aardweg: Een kleine man die je nooit vergeet. Het leven van Louis Davids. Engelhard, Van Embden & Co., Amsterdam 1949.

## Galerie

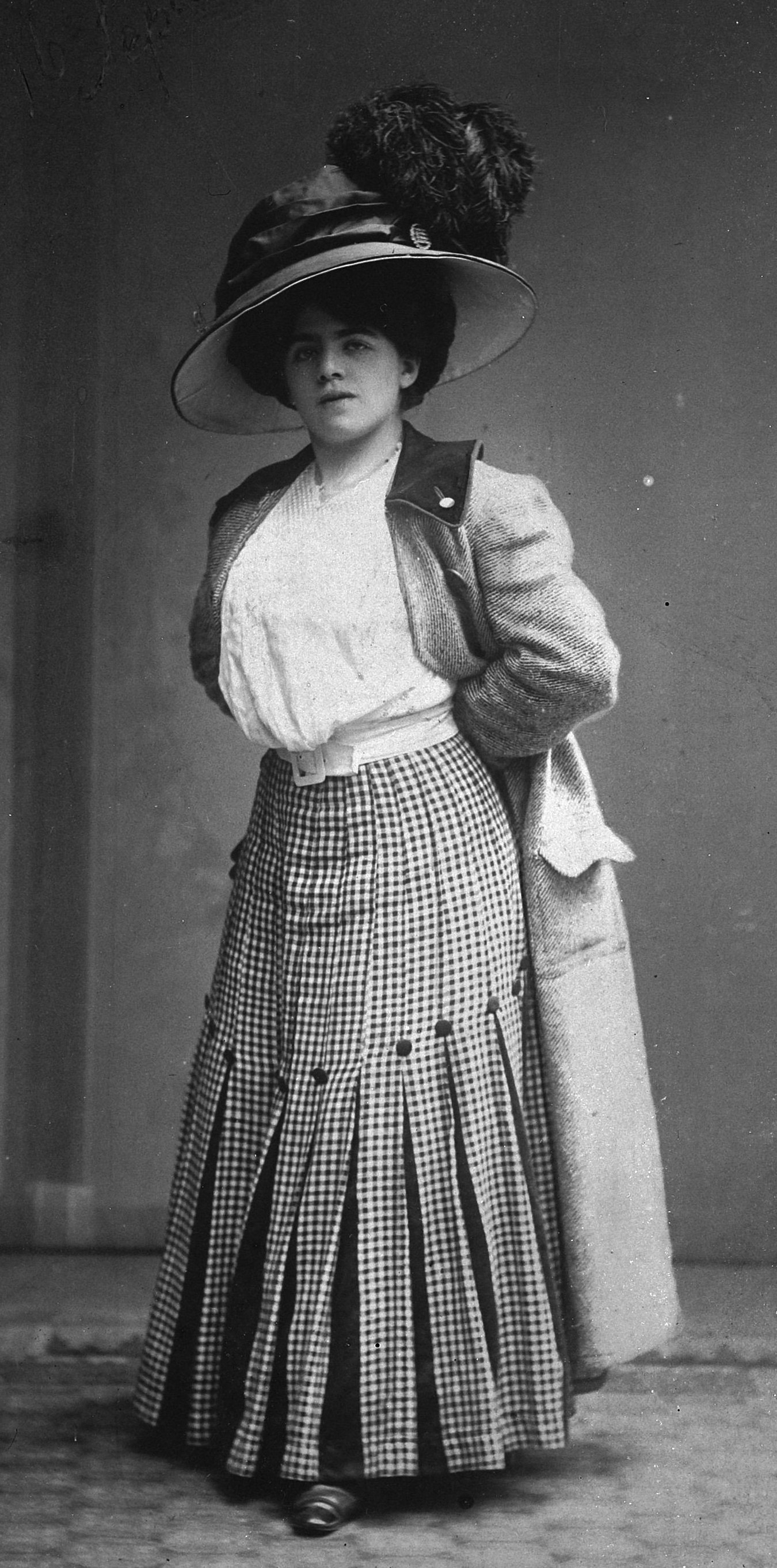
Heintje Davids im Jahre 1910
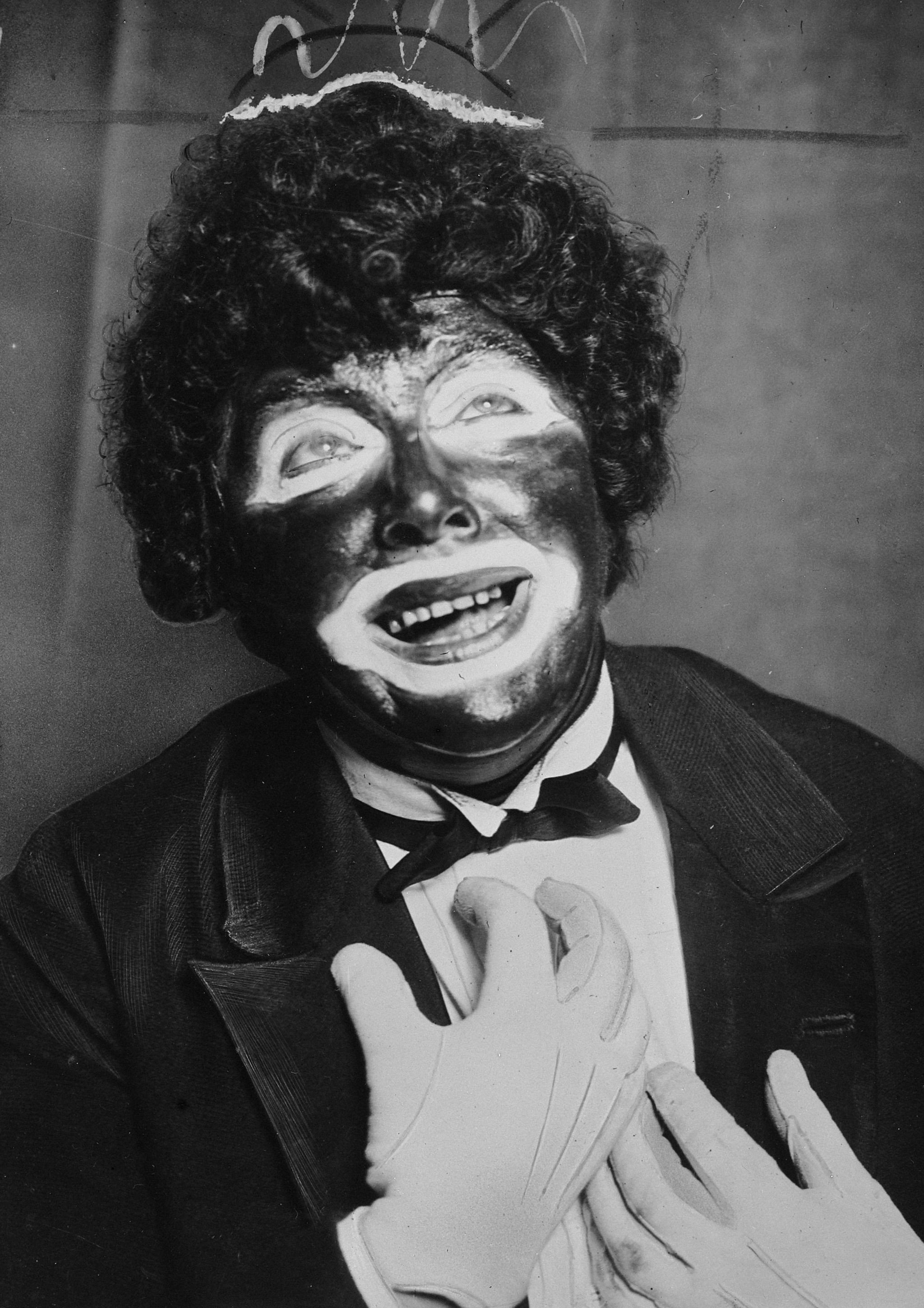
Als Al Jolson
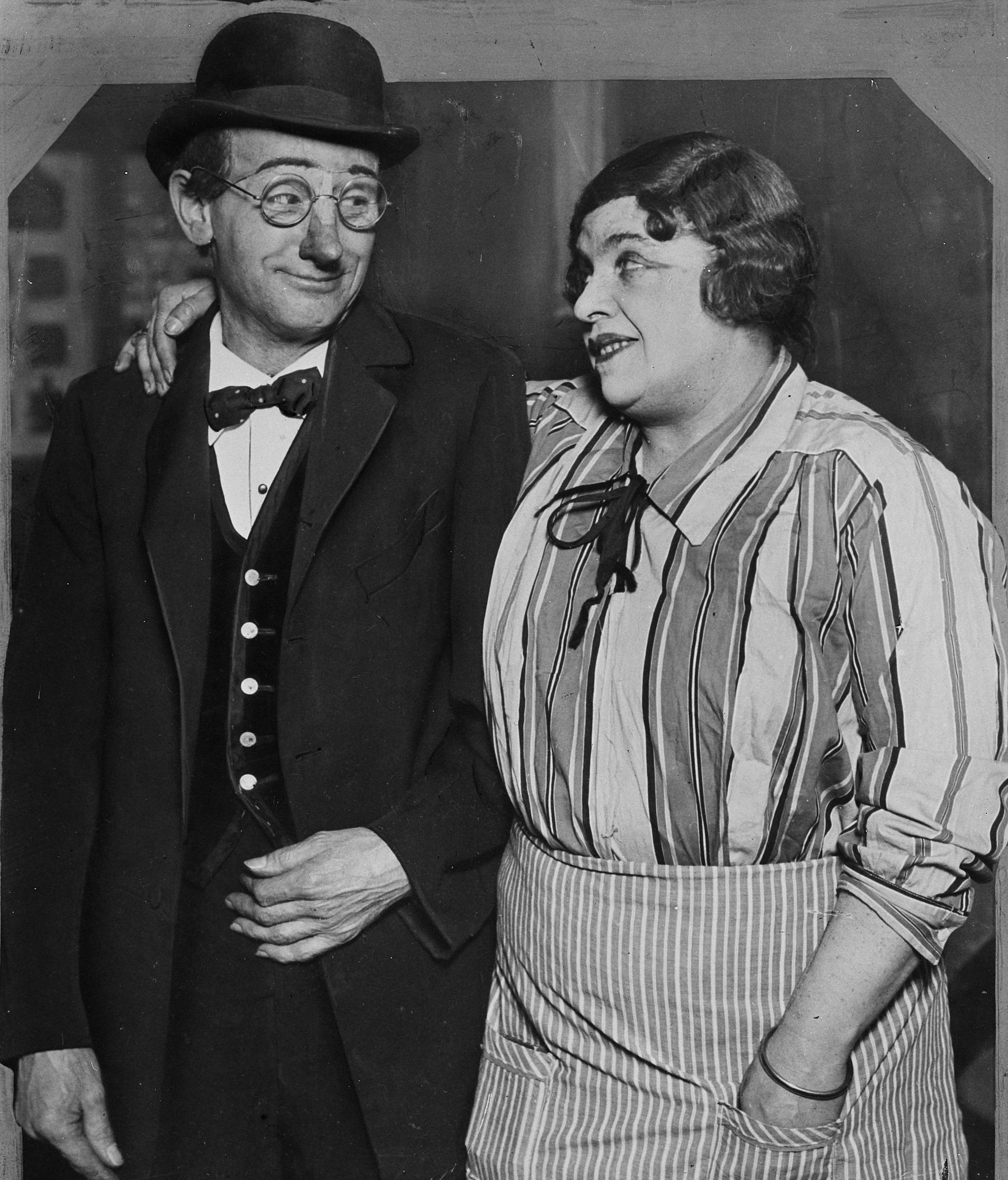
Mit Isodoor Zwaaf (vor 1940)
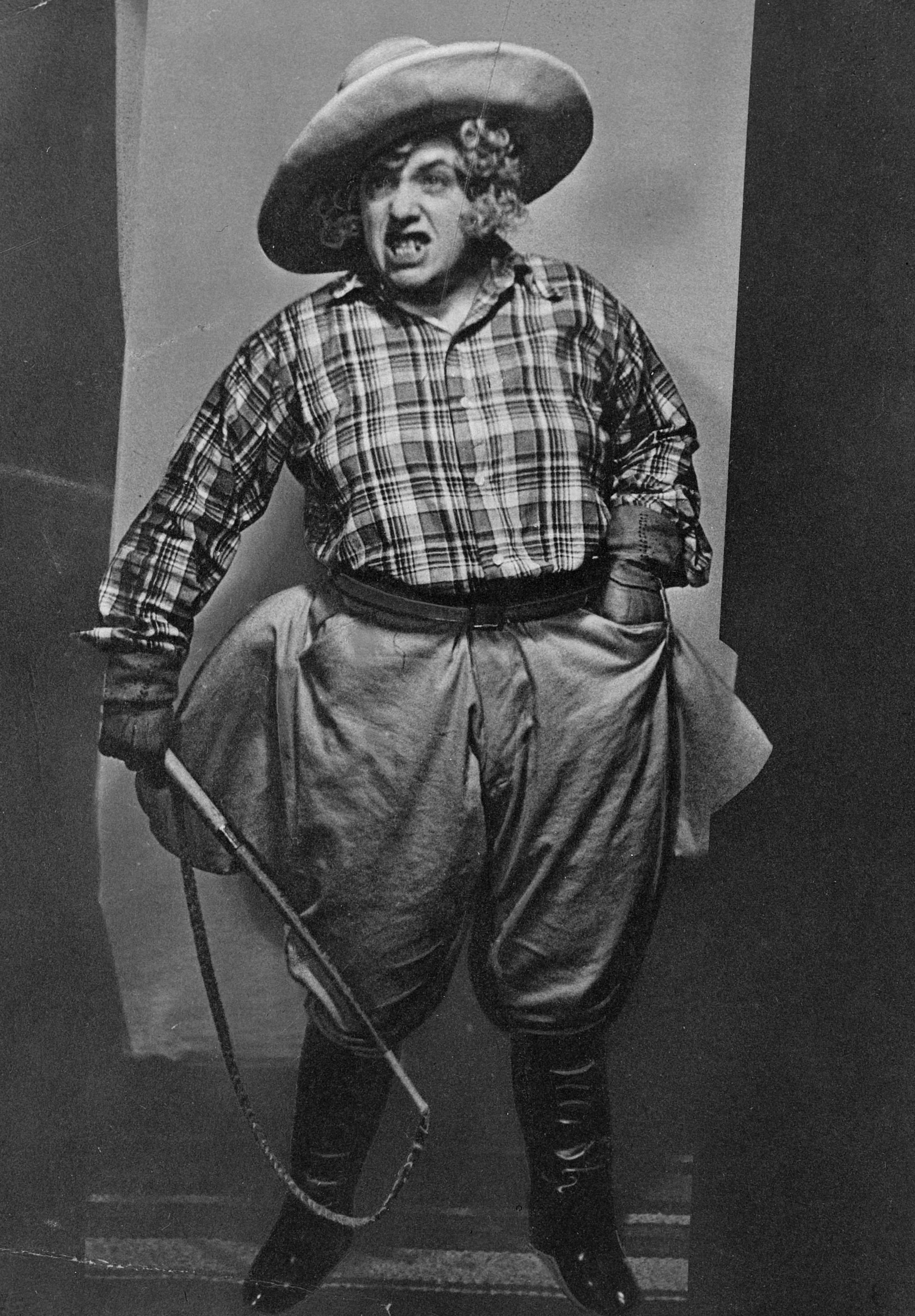
Heintje Davids als Cowboy (1948)
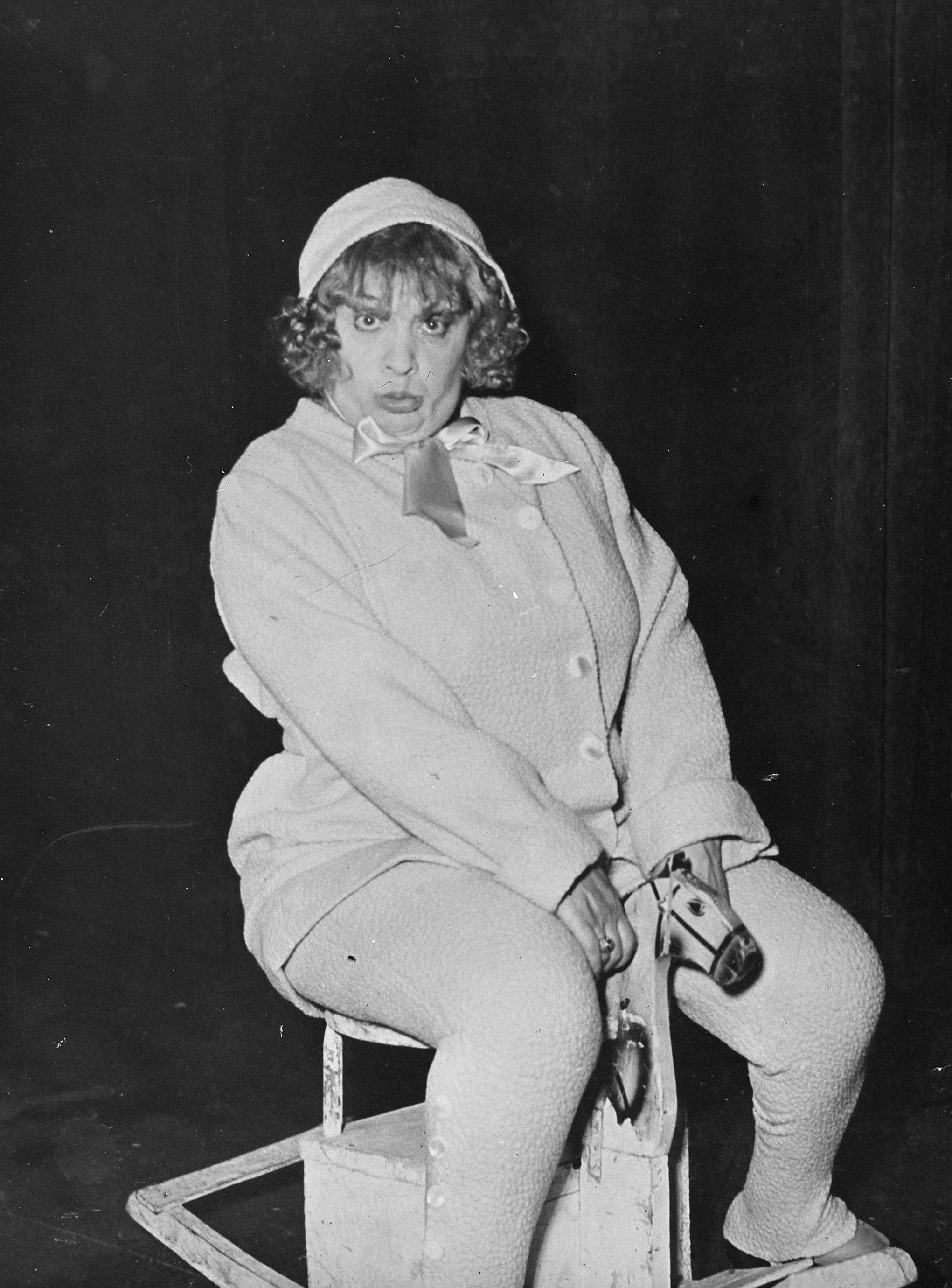
Auf einem Schaukelpferd (1948)
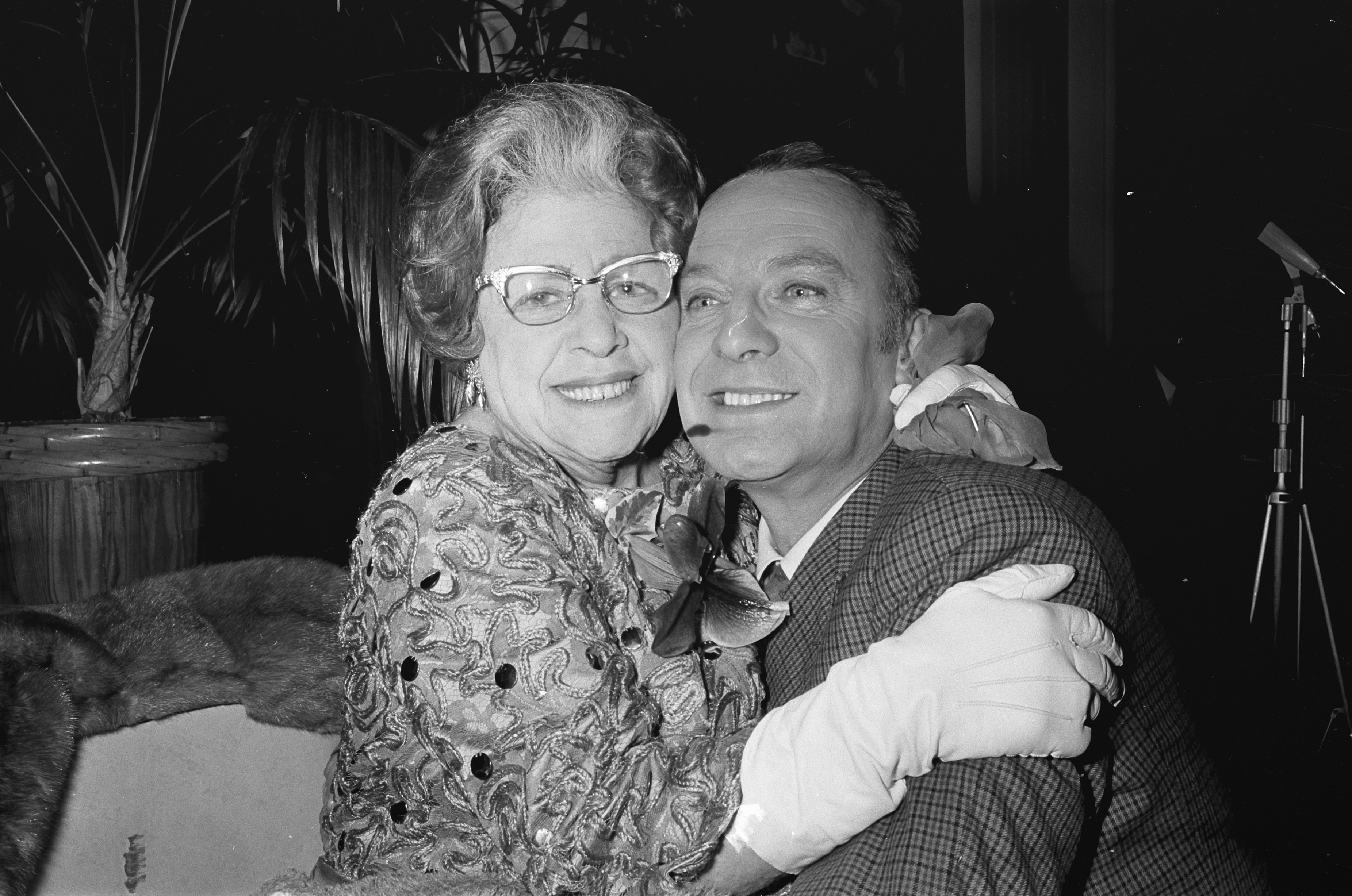
Mit Wim Sonneveld an ihrem 80. Geburtstag